# Ochotona roylei
Thỏ cộc Royle (Ochotona roylei) là một loài động vật có vú thuộc Họ Ochotona của Bộ Thỏ. Chúng phân bố ở Trung Quốc, Ấn Độ, Nepal và Pakistan. Loài này được Ogilby mô tả vào năm 1839.

## Hình ảnh

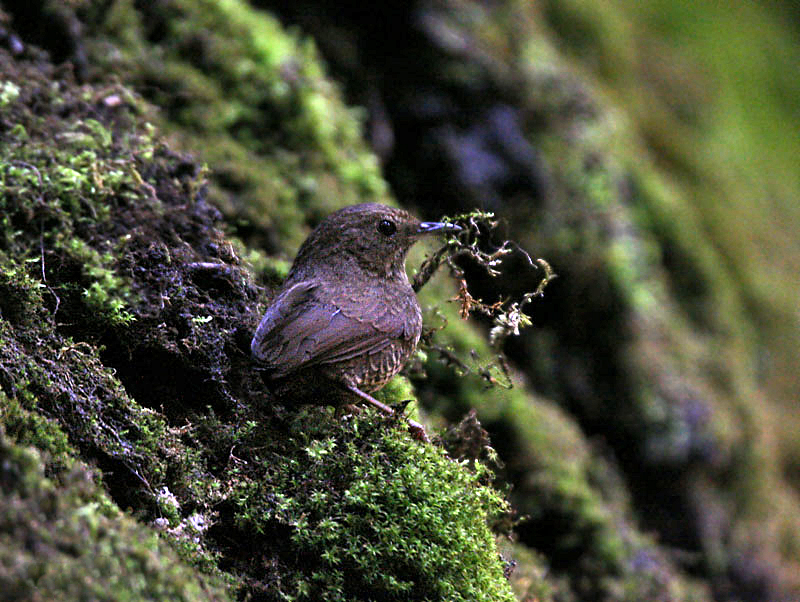
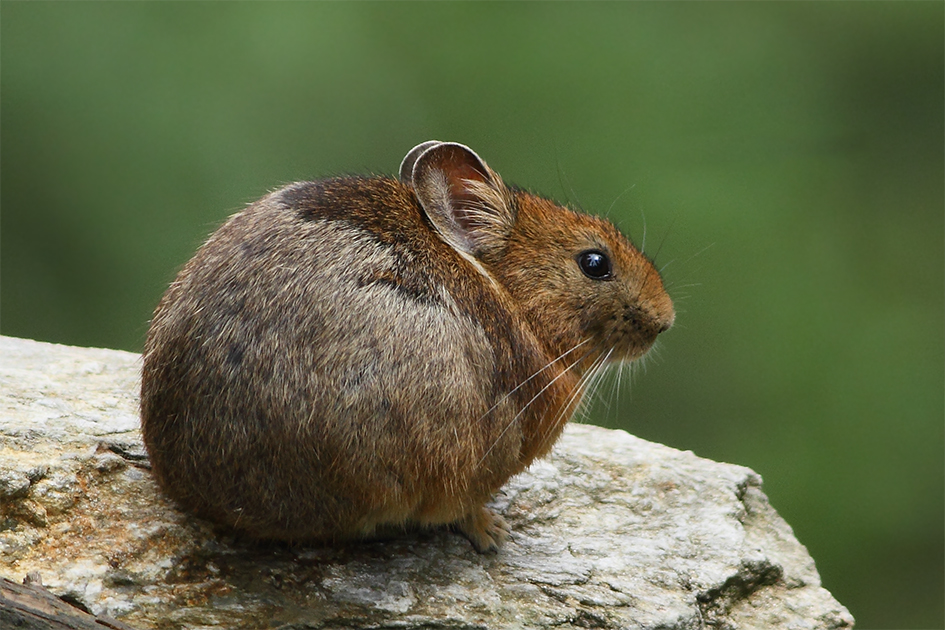